# Peruc
Peruc (in tedesco Perutz) è un comune mercato della Repubblica Ceca facente parte del distretto di Louny, nella regione di Ústí nad Labem.